# Eladio di Toledo
Eladio o Elladio di Toledo (Spagna, VI secolo – Toledo, 633) è stato un vescovo visigoto, venerato come santo da tutte le chiese che ne ammettono il culto.
Nacque in Spagna, da una nobile famiglia visigota, rivestì importanti incarichi a corte, ma attratto dalla vita religiosa si fece monaco nel monastero di Agalai e ne divenne abate, fu poi costretto ad insediarsi sulla cattedra arcivescovile di Toledo, incarico che svolse con zelo.

## Agiografia
Autorevole alto funzionario della corte visigota, per incarico del re Recaredo I partecipò come legato reale al III Concilio di Toledo del 589 che condannò il monofisismo. Amava frequentare spesso il monastero di Agalai, sul Tago, presto fu attratto dalla vita religiosa e si fece monaco in quel convento. Nel 605 ne diventò abate, ma continuò a svolgere tutti i lavori più umili, come raccogliere legna per il fuoco.
Alla morte dell'arcivescovo Aurasio, nel 615, fu acclamato arcivescovo, incarico che accettò con molta riluttanza. Benché ormai anziano si dedicò con entusiasmo giovanile alla guida dei fedeli. Fu molto generoso verso i poveri che beneficò largamente. Il suo biografo sant'Idelfonso di Toledo, suo allievo e da lui ordinato diacono nel 632-633 . Nella sua opera De viris illustris dice di lui riguardo ai poveri:
(Ildefonso di Toledo)
Resse l'arcidiocesi di Toledo per circa diciott'anni. È stata avanzata l'ipotesi (non sufficientemente provata) che, nel 616, abbia appoggiato il re Sisebuto nella sua decisione di perseguitare gli ebrei costringendoli a convertirsi al Cristianesimo o ad espatriare nel regno dei Franchi.
Morì nel 633.

## Culto
Il Martirologio romano fissa la memoria liturgica il 18 febbraio.